# Eucalyptus conglobata
Eucalyptus conglobata là một loài thực vật có hoa trong Họ Đào kim nương. Loài này được (Benth.) Maiden mô tả khoa học đầu tiên năm 1922.